# Grand Princess
Grand Princess (с англ. — «Великая Принцесса») — большое круизное судно класса новый Панамакс, принадлежащее компании Carnival Corporation & plc и находящееся под управлением туристической компании Princess Cruises. После спуска на воду в мае 1998 года корабль был внесён в Книгу рекордов Гиннесса как самое большое в мире пассажирское судно. До этого самым большим считался Carnival Destiny. Grand Princess зарегистрировано на Бермудских островах, и предназначалось для обслуживания круизов в Карибском бассейне. Судно является флагманом класса Grand, в который входят также Golden Princess и Star Princess.

## История

### Строительство и ввод в эксплуатацию
Судно было заложено 8 февраля 1994 года на стапелях итальянской верфи Fincantieri по заказу компании P&O - Princess Cruises. Необычный дизайн судна, который существенно отличается от других круизных судов, разработали итальянские корабельные архитекторы Джакомо Мортола (итал. Giacomo Mortola) и Тереза Андерсон (итал. Theresa Anderson), которая отвечала за дизайн интерьеров. Закладка киля корабля со строительным номером 5956 состоялась в Монфальконе 1 июля 1996 года. Год спустя, в мае 1997 года строительный док был наполнен водой. Постройка судна была завершена 20 февраля 1998 года. Судно было передано компании P&O Princess Cruises 19 мая 1998 года. В свой первый рейс оно отправилось 26 мая 1998 года. Первым капитаном Великой Принцессы был назначен Мик Мулен (фр. Mike Moulin), а главным инженером судна — Ян Марк (фр. Ian Mark). Корабль вступил в строй под флагом Либерии. Крещение судна в Нью-Йорке 29 сентября 1998 года совершила актриса Оливия Де Хэвилленд.

### Использование
Сразу после вступления в строй Великая Принцесса была переведена в Средиземное море, где значительно увеличила мощность и авторитет своей транспортной компании. Корабль в течение летних месяцев дислоцируется в Средиземноморье (Барселона), а зимой — в Карибском бассейне (Форт-Лодердейл). Весной 2000 года корабль был зарегистрирован на Бермудах.

### Модернизация в 2011 году
Великая принцесса была модернизирована во время стоянки в сухом доке на верфи острова Большой Багама, в городе Фрипорт (Багамские острова) в период с 11 апреля по 4 мая 2011 года. Самым большим изменением стал демонтаж ночного клуба «Skywalker Nightclub», который занимал пространство с 15й до 18й палубы. Эта мера призвана снизить чувствительность судна при боковом ветре и понизить расход топлива. В дополнение к этому были реорганизованы некоторые общественные места (рестораны, казино, торговые ряды). Атриум корабля, который выглядит как итальянская площадь, был перестроен с нуля. Кроме того, были оформлены десять новых апартаментов. 6 мая 2011 года Великая Принцесса пересекла Атлантику, проследовав из Форт-Лодердейла в Саутгемптон и была сдана в эксплуатацию по графику. По данным судоходной компании, это была наиболее комплексная реконструкция, которая когда-либо была сделана для круизных кораблей Princess Cruises.

### Вирус COVID-19
5 марта 2020 года судно, направлявшееся в мексиканский порт Энсенада, вернулось в Сан-Франциско после смерти от вируса COVID-19 бывшего пассажира судна.

## Двигательные установки и элементы конструкции
Великая Принцесса оснащена дизель-электрическими двигателями. Шесть 16-цилиндровых V-образных двигателей серии Sulzer ZA40S были построены по лицензии GMT (Grandi Motori Trieste). Они развивают мощность 11 520 кВт для каждого ведущего генератора при оборотах двигателя 514 об./мин и частоте переменного тока 60 Гц. Кроме того, на судне доступны две системы аварийного электроснабжения мощностью 900 кВт. Тепло от выхлопных газов дизельных двигателей используется в котлах так называемого «технологического тепла» для получения пара. Приводы паровых турбин Великой Принцессы соединены с валами синхронных двигателей Siemens, а те, в свою очередь, с двумя жесткими валами гребных винтов, каждый весом около 40 тонн. Двигательная установка судна работает на восьми трансформаторах тока суммарной мощностью 6 150 кВА.
Управление кораблём осуществляется с помощью двух полубалансирных рулей. Для поддержки маневренности Великая Принцесса оснащена подруливающими устройствами в носу и корме. Они развивают в передней части судна общую мощность в 6 600 кВт (8 970 л.с.), а в задней части судна обеспечивают в общей сложности 5 160 кВт (около 7 020 л.с.). Для плавности хода по бокам корпуса установлены выдвижные стабилизаторы.
Двигательная установка и все системы жизнедеятельности судна на Великой Принцессе полностью компьютеризированы.

## Каюты и палубные надстройки
Великая Принцесса имеет более чем 1 300 кают, вмещающих до 3 100 пассажиров. Из 928 кают внешней стороны 80% оснащены балконом. В своё время это было непревзойдённым показателем. В отличие от многих других круизных судов, балконы не были встроены в корпус судна (как лоджии), а выступали за его пределы.
Достаточно большая ширина судна не позволяет ему пройти через Панамский канал.
Наиболее яркой деталью Великой Принцессы был ночной клуб «Skywalker Nightclub», который размещался на высоте около 45 метров над ватерлинией в кормовой части судна. Он служил в качестве обзорной гостиной днём, а вечером использовался в качестве дискотеки. С технической и эстетической точки зрения (снижение затрат, затенение кормы) он всегда был спорным объектом и был демонтирован в течение продолжительного ремонта судна весной 2011 года.

## Внешние ссылки
- Grand Princess Архивная копия от 7 октября 2011 на Wayback Machine (англ.)
- Веб-камера на мостике Grand Princess Архивная копия от 29 сентября 2011 на Wayback Machine (англ.)
- Официальная страница Grand Princess
- Фото судна на MarineTraffic
- Положение судна в море на текущий момент Архивная копия от 7 августа 2020 на Wayback Machine